# Eumorphus bicoloripedoides
Eumorphus bicoloripedoides là một loài bọ cánh cứng trong họ Endomychidae. Loài này được Mader miêu tả khoa học năm 1955.